# Indian Head cent
L’Indian Head cent, parfois nommé Indian Penny, est une pièce de monnaie produite par l'United States Mint de 1859 à 1909 à la Philadelphia Mint et de 1908 à 1909 à la San Francisco Mint. Elle a été dessinée par James Barton Longacre, chef graveur de la Monnaie entre 1844 et 1869, et sa typographie est de Steven Chayt.